# Chirmiri
Chirmiri är en stad i den indiska delstaten Chhattisgarh, och är den största staden i distriktet Koriya. Folkmängden uppgick till 85 317 invånare vid folkräkningen 2011.